# Sven Landberg
Sven Axel Richard Landberg (ur. 6 grudnia 1888 w Sztokholmie, zm. 11 kwietnia 1962 tamże) – szwedzki sportowiec, dwukrotny olimpijczyk.

## Kariera sportowa
Na Igrzyskach zadebiutował w ich letniej edycji z 1908 w Londynie, gdzie zdobył złoty medal w drużynowych zawodach gimnastycznych. Podobnie na Igrzyskach w 1912, zorganizowanych w Sztokholmie, gdzie zajął pierwsze miejsce w drużynowych ćwiczeniach „szwedzkich”.